# Szeneferka
Szeneferka vagy Neferszeka bizonytalan besorolású óegyiptomi uralkodó az i. e. 3. évezred elején. 

## Uralkodása
Semmilyen közelebbi adat nincs róla, mint néhány szerehbe írt név. Ez alapján biztosnak tűnik, hogy uralkodó volt a korai időszakban, az első vagy a második dinasztia idején.
Az I. dinasztia végére sorolása azért történt, mert ennek az uralkodóháznak a második szakasza elég kevéssé ismert, ekkor élhetett. Ezt a nevet egyetlen királylista sem tartalmazza, ezért más uralkodókkal való azonossága is feltehető, például II. Ka egy másik névalakja is szóba jöhet. Gyanút keltő körülmény, hogy az abüdoszi Umm el-Kaáb temetőben nyoma sincs a sírjának, bár éppen az őt követő II. dinasztia első néhány uralkodója szintén nem itt temetkezett.
Walter Emery angol régész 1958-ban – Dzsószer piramisának közelében – a szakkarai 3505-ös sírban egy törött kőedényen olvasta először ezt a nevet. A sír Merka paphivatalnoké, aki Ka idejében viselt tisztséget. Ez alátámasztja, hogy Szeneferka azonos lehet Ka királlyal, vagy Ka uralkodását közvetlenül követően, illetve nem sokkal utána regnált. 1988-ban Kaplony Péter egyiptológus is talált egy hasonló szerehbe írt nevet. Záhi Havássz szerint a név olvasata Neferszeka.

## Titulatúra
| nfr | s | kA |

| nfr | s | kA |

A fáraók titulatúrájának magyarázatát és történetét lásd az Ötelemű titulatúra szócikkben.
| G5 |

| G5 |

| s | nfr | kA |

| s | nfr | kA |

| s | nfr | kA |

| s | nfr | kA |

| G5 |

| G5 |

| s | nfr | kA |

| s | nfr | kA |

| s | nfr | kA |

| s | nfr | kA |